# Юнацький чемпіонат Європи з футболу (U-18) 1978
Чемпіонат Європи з футболу серед юнаків віком до 18 років 1978 року — пройшов в Польщі з 5 по 14 травня. Переможцем стала збірна СРСР, яка у фіналі перемогла збірну Югославії із рахунком 3:0.

## Кваліфікація

### Група 1
| Збірна         | І | В | Н | П | ГЗ | ГП | РГ | О |
| -------------- | - | - | - | - | -- | -- | -- | - |
| Угорщина       | 4 | 2 | 1 | 1 | 6  | 2  | +4 | 5 |
| Чехословаччина | 4 | 2 | 1 | 1 | 8  | 6  | +2 | 5 |
| Швеція         | 4 | 1 | 0 | 3 | 5  | 11 | –6 | 2 |

|  | Швеція         | 1–0 | Угорщина       |
|  | Швеція         | 2–4 | Чехословаччина |
|  | Угорщина       | 4–0 | Швеція         |
|  | Чехословаччина | 1–1 | Угорщина       |
|  | Чехословаччина | 3–2 | Швеція         |
|  | Угорщина       | 1–0 | Чехословаччина |

### Група 4
| Збірна     | І | В | Н | П | ГЗ | ГП | РГ | О |
| ---------- | - | - | - | - | -- | -- | -- | - |
| Нідерланди | 4 | 2 | 2 | 0 | 7  | 3  | +4 | 6 |
| Ірландія   | 4 | 0 | 3 | 1 | 2  | 2  | 0  | 3 |
| Фінляндія  | 4 | 0 | 1 | 3 | 4  | 6  | –2 | 1 |

|  | Фінляндія  | 2–2 | Ірландія   |
|  | Фінляндія  | 1–1 | Нідерланди |
|  | Нідерланди | 3–1 | Ірландія   |
|  | Ірландія   | 0–0 | Нідерланди |
|  | Нідерланди | 3–1 | Фінляндія  |
|  | Ірландія   | 0–0 | Фінляндія  |

### Інші матчі
| Команда 1   | Заг.       | Команда 2         | 1-й матч | 2-й матч |
| ----------- | ---------- | ----------------- | -------- | -------- |
| Данія       | 0–3        | Шотландія         | 0–2      | 0–1      |
| Ісландія    | 2–1        | Уельс             | 1–1      | 1–0      |
| Бельгія     | 9–2        | Північна Ірландія | 4–1      | 5–1      |
| Англія      | 3–1        | Франція           | 3–1      | 0–0      |
| Ліхтенштейн | 1–13       | Італія            | 0–6      | 1–7      |
| Люксембург  | 1–6        | Португалія        | 1–4      | 0–2      |
| ФРН         | 4–0        | Швейцарія         | 2–0      | 2–0      |
| Мальта      | 0–2        | Іспанія           | 0–2      | 0–0      |
| Греція      | 2–2 (3–2п) | НДР               | 1–1      | 1–1      |
| Болгарія    | 2–4        | Туреччина         | 2–1      | 0–3      |
| Югославія   | 4–0        | Румунія           | 2–0      | 2–0      |
| Австрія     | 0–2        | СРСР              | 0–2      | 0–0      |

## Учасники
- Бельгія
- Англія
- ФРН
- Греція
- Угорщина
- Ісландія
- Італія
- Нідерланди
- Норвегія
- Польща (господарі)
- Португалія
- Шотландія
- СРСР
- Іспанія
- Туреччина
- Югославія

## Груповий етап

### Група A
| Збірна     | І | В | Н | П | ГЗ | ГП | РГ | О |
| ---------- | - | - | - | - | -- | -- | -- | - |
| Шотландія  | 3 | 2 | 1 | 0 | 2  | 0  | +2 | 5 |
| Португалія | 3 | 1 | 1 | 1 | 1  | 1  | 0  | 3 |
| ФРН        | 3 | 1 | 0 | 2 | 5  | 5  | 0  | 2 |
| Італія     | 3 | 0 | 2 | 1 | 3  | 5  | –2 | 2 |

| 5 травня | Італія     | 0–0 | Португалія |
|          | Шотландія  | 1–0 | ФРН        |
| 7 травня | Шотландія  | 1–0 | Португалія |
|          | ФРН        | 5–3 | Італія     |
| 9 травня | Шотландія  | 0–0 | Італія     |
|          | Португалія | 1–0 | ФРН        |

### Група B
| Збірна     | І | В | Н | П | ГЗ | ГП | РГ  | О |
| ---------- | - | - | - | - | -- | -- | --- | - |
| СРСР       | 3 | 3 | 0 | 0 | 10 | 0  | +10 | 6 |
| Нідерланди | 3 | 1 | 1 | 1 | 3  | 4  | –1  | 3 |
| Норвегія   | 3 | 1 | 0 | 2 | 2  | 6  | –4  | 2 |
| Греція     | 3 | 0 | 1 | 2 | 3  | 8  | –5  | 1 |

| 5 травня | СРСР       | 4–0 | Греція     |
|          | Нідерланди | 1–0 | Норвегія   |
| 7 травня | Нідерланди | 2–2 | Греція     |
|          | СРСР       | 4–0 | Норвегія   |
| 9 травня | СРСР       | 2–0 | Нідерланди |
|          | Норвегія   | 2–1 | Греція     |

### Група C
| Збірна    | І                              | В                              | Н                              | П                              | ГЗ                             | ГП                             | РГ                             | О                              |
| --------- | ------------------------------ | ------------------------------ | ------------------------------ | ------------------------------ | ------------------------------ | ------------------------------ | ------------------------------ | ------------------------------ |
| Югославія | 2                              | 1                              | 1                              | 0                              | 4                              | 1                              | +3                             | 3                              |
| Угорщина  | 2                              | 1                              | 1                              | 0                              | 3                              | 1                              | +2                             | 3                              |
| Ісландія  | 2                              | 0                              | 0                              | 2                              | 2                              | 7                              | –5                             | 0                              |
| Бельгія   | Знялися через харчове отруєння | Знялися через харчове отруєння | Знялися через харчове отруєння | Знялися через харчове отруєння | Знялися через харчове отруєння | Знялися через харчове отруєння | Знялися через харчове отруєння | Знялися через харчове отруєння |

| 5 травня | Угорщина  | 3–1  | Ісландія  |
| | Югославія | ABD1 | Бельгія   |
| 7 травня | Угорщина  | 0–0  | Югославія |
| 9 травня | Югославія | 4–1  | Ісландія  |
| 1Матч Югославія — Бельгія був припинений за рахунку 2:1, Бельгія знялась з турніру через харчове отруєння. Результат матчу був анульований. |           |      |           |

### Група D
| Збірна    | І | В | Н | П | ГЗ | ГП | РГ | О |
| --------- | - | - | - | - | -- | -- | -- | - |
| Польща    | 3 | 2 | 0 | 1 | 5  | 3  | +2 | 4 |
| Іспанія   | 3 | 1 | 1 | 1 | 3  | 3  | 0  | 3 |
| Англія    | 3 | 1 | 1 | 1 | 2  | 3  | –1 | 3 |
| Туреччина | 3 | 0 | 2 | 1 | 3  | 4  | –1 | 2 |

| 5 травня | Англія  | 1–1 | Туреччина |
|          | Іспанія | 2–1 | Польща    |
| 7 травня | Англія  | 1–0 | Іспанія   |
|          | Польща  | 2–1 | Туреччина |
| 9 травня | Польща  | 2–0 | Англія    |
|          | Іспанія | 1–1 | Туреччина |

## Плей-оф

### Півфінали
| 12 травня 1978 |

| Югославія | 2 – 2    | Шотландія |
| --------- | -------- | --------- |
|           |          |           |
|           | Пенальті |           |
|           | 4–2      |           |

| Краків |

| 12 травня 1978 |

| СРСР | 2 – 0 | Польща |
| ---- | ----- | ------ |
|      |       |        |

| Краків |

### Матч за 3-тє місце
| 14 травня 1978 |

| Польща | 3 – 1 | Шотландія |
| ------ | ----- | --------- |
|        |       |           |

| Краків |

### Фінал
| 14 травня 1978 |

| СРСР | 3 – 0 | Югославія |
| ---- | ----- | --------- |
|      |       |           |

| Міський стадіон, Краків |

| Чемпіон Європи 1978 |
| ------------------- |
| СРСР 4-й титул      |

## Збірні, що кваліфікувались намолодіжний ЧС 1979
- Угорщина
- Польща
- Португалія
- СРСР
- Іспанія
- Югославія